# Zveno
Zveno (« le Maillon ») est une organisation militaire et politique bulgare, fondée en 1927 par des intellectuels et des officiers.
Les membres du Zveno ne sont pas fascistes, cependant ils préconisent un État et une économie corporatistes. De plus, ils sont contre les partis politiques et luttent contre l'Organisation révolutionnaire macédonienne intérieure (ORIM/VMRO), un mouvement terroriste indépendantiste macédonien.

Le Zveno est également lié à la ligue militaire responsable de la chute du Premier ministre Alexandre Stambolijski, par le coup d'État bulgare de 1923. Cette ligue veut imposer un gouvernement nationaliste autoritaire, tout en orientant la Bulgarie vers l'Occident et l'URSS.
À partir de la fin des années 1920, la crise économique frappe durement l'économie bulgare. L'ORIM reprend ses attaques et les milieux de droite agitent la menace d'un coup de force.
Le 19 mai 1934, les dirigeants du Zveno, les colonels Damian Veltchev et Kimon Georgiev organisent un coup d'État (en) et instaurent un régime dictatorial. Georgiev devint alors  président du Conseil des ministres et dissout tous les partis et syndicats. Son gouvernement opte pour une économie corporatiste, semblable à celle de l'Italie fasciste. Pour mettre en place les structures du nouveau régime, Georgiev crée une « Agence pour la Rénovation Sociale » et s'efforce de promouvoir de nouvelles réformes. Mais l'assise populaire reste faible[Information douteuse].
Le 22 janvier 1935, le tsar Boris III orchestre une manœuvre politique, écartant le Zveno du pouvoir et lui permettant d'installer une dictature personnelle. Pour cela, il fait appel au général Pentcho Zlatev, un monarchiste, qui après le coup devint président du Conseil des ministres.
En 1943, le Zveno rejoint le mouvement de résistance anti-fasciste, le Front de la Patrie. En septembre 1944, le Front de la Patrie organise un coup d'État au cours duquel Georgiev redevient président du Conseil des ministres et Veltchev ministre de la Guerre. Le Zveno participe à l'accord de cessez-le-feu avec l'URSS.
En 1946, Veltchev démissionne pour protester contre les actions du Parti ouvrier bulgare (communistes) et Georgiev est remplacé par le chef communiste Georgi Dimitrov.
Le Zveno subsiste de manière insignifiante jusqu'en 1949.